# Paul Saalfeld
Paul Saalfeld (* 23. September 1867 in Köthen; † 17. Mai 1911 ebenda) war ein deutscher Verwaltungsjurist.

## Leben
Paul Saalfeld, Sohn eines Fabrikbesitzers, studierte an der Eberhard Karls Universität Tübingen und der Friedrich-Wilhelms-Universität Berlin. 1889 wurde er Mitglied des Corps Rhenania Tübingen. 1890 schloss er sich dem Corps Marchia Berlin an. Nach dem Studium trat er in den Staatsdienst des Herzogtums Anhalt ein und absolvierte zunächst das Referendariat bei der Regierung in Dessau. Von 1907 bis zu seinem Tod 1911 an den Folgen einer Blinddarmentzündung war er Kreisdirektor des Landkreises Köthen.
Paul Saalfeld war verheiratet mit Theodore Margarete Elisabeth Krüger (1879–1972).